# Boris Arapov
Boris Alexandrovitch Arapov (en russe : Бори́с Алекса́ндрович Ара́пов ); Saint-Pétersbourg, 12 septembre 1905 – Saint-Pétersbourg, 27 janvier 1992, est un compositeur russe.

## Biographie
Arapov a grandi dans la région de Poltava en Ukraine et reçoit sa première en classe de formation musicale. Son premier désir était de devenir pianiste. Par conséquent, quand il déménage à Petrograd (anciennement Saint-Pétersbourg) en 1921, il prend des leçons de piano avec Maria Yudina. Cependant, une maladie le contraint à abandonner ce rêve d'enfance. Il commence son instruction dans la composition en 1923, au Conservatoire de Leningrad, où il reçoit l'enseignement notamment de Vladimir Chtcherbachiov.
En 1940, il est nommé enseignant au conservatoire, puis professeur. En 1951, il dirige la faculté pour l'orchestration, puis la faculté de composition en 1976. Il est distingué en tant qu'« artiste du peuple de l'URSS » (1976) et reçoit l'ordre de Lénine en 1986.
Arapov s'oriente tout d'abord lui-même vers le style de composition officiellement souhaitable et travaille principalement avec des éléments nationalistes, principalement en limitant son sujet au folklore russe. Cependant, à partir des années 1960, son style d'écriture commence à devenir plus expérimental, avec l'introduction d'une harmonie, une rythmique et une couleur sonore plus compliquées. Comme sujet d'inspiration, il choisit le plus souvent des œuvres de la littérature. Bien que les œuvres plus tardives soit généralement tonales, les niveaux de dissonance sont plus élevés que précédemment. Dans ses tout derniers travaux, Arapov introduit le sujet de la religion.

## Œuvres (sélection)

### Orchestre
- Symphonie n° 1 en ut mineur (1947)
- Symphonie n° 2 en ré majeur (1959)
- Symphonie n° 3 (1963)
- Symphonie n° 4 pour voix, chœur et orchestre (1975)
- Symphonie n° 5 (1981)
- Symphonie n° 6 pour voix, chœur et orchestre (1983)
- Symphonie n° 7 (1991)
- Concerto pour orchestre (1969)
- Tadjik Suite (1938)
- Suite russe (1951)
- Concerto pour violon (1963/64)
- Concerto pour violon, piano, percussion et orchestre de chambre (1973)
- L'Apocalypse de Saint Jean, pour violoncelle, piano, percussion et orchestre à cordes (1989)

### Musique vocale et musique de scène
- Hodja Nasreddin, opéra-comique (1944)
- La frégate « La Victoire », de l'opéra, sur un texte de Alexandre Pouchkine (1959)
- La pluie, opéra de chambre d'après W. Somerset Maugham (1967)
- Le Portrait de Dorian Gray, ballet sur un texte d'Oscar Wilde (1971)
- Les quatre Saisons, cycle vocal pour soprano, ténor et neuf instrumentales (1978)

### Musique de chambre
- Trio sur des thèmes mongoles, pour clarinette, alto et piano (1938)
- Sonate pour violon (1978)
- Sonate pour violoncelle (1985)
- Sonate pour cor (1981)
- Sonate pour violon seul (1930)
- Quintette pour hautbois, cor, harpe, alto et violoncelle (1979)

### Piano
- Variations pour piano (1929)

- Humoresque pour piano (1937)
- Dix chansons oubzbek pour piano (1944)
- Six pièces pour piano (1955)
- Etude-Scherzo pour piano (1967)

- Sonate pour piano n° 1 (1970)
- Trois pièces pour piano (1976)
- Sonate pour piano n° 2 dédiée à G. Sokolov (1978)
- Sonate pour piano n° 3
- Cinq pièces pour piano (1983)
- Sonate pour piano n° 4 (1990)
- Sonate pour piano n° 5 "De profundis", 2dition posthume de S. Slonimski (1992)

## Discographie
- Concerto pour violon ; Concerto pour violon, piano et percussion - Mikhail Wainman, violon ; Orchestre philharmonique de Leningrad, dir. Arvīds Jansons ; Grigory Sokolov, piano ; Nikolay Moskalenko, percussion ; Orchestre de chambre de Leningrad, dir. Alexandre Dmitriev (1967, 197?, Northern Flowers 99120)
- Sonate pour violoncelle - Daniil Chafran, violoncelle ; Anton Ginsburg, piano (1986, Melodiya 644072)
- Sonate pour piano n°2 - Grigory Sokolov, piano (2014, Melodiya MEL CD 10 02240)
- Etude-Scherzo - Grigory Sokolov, piano (1972, Melodiya, СМ 03663-4)